# Hans Canon

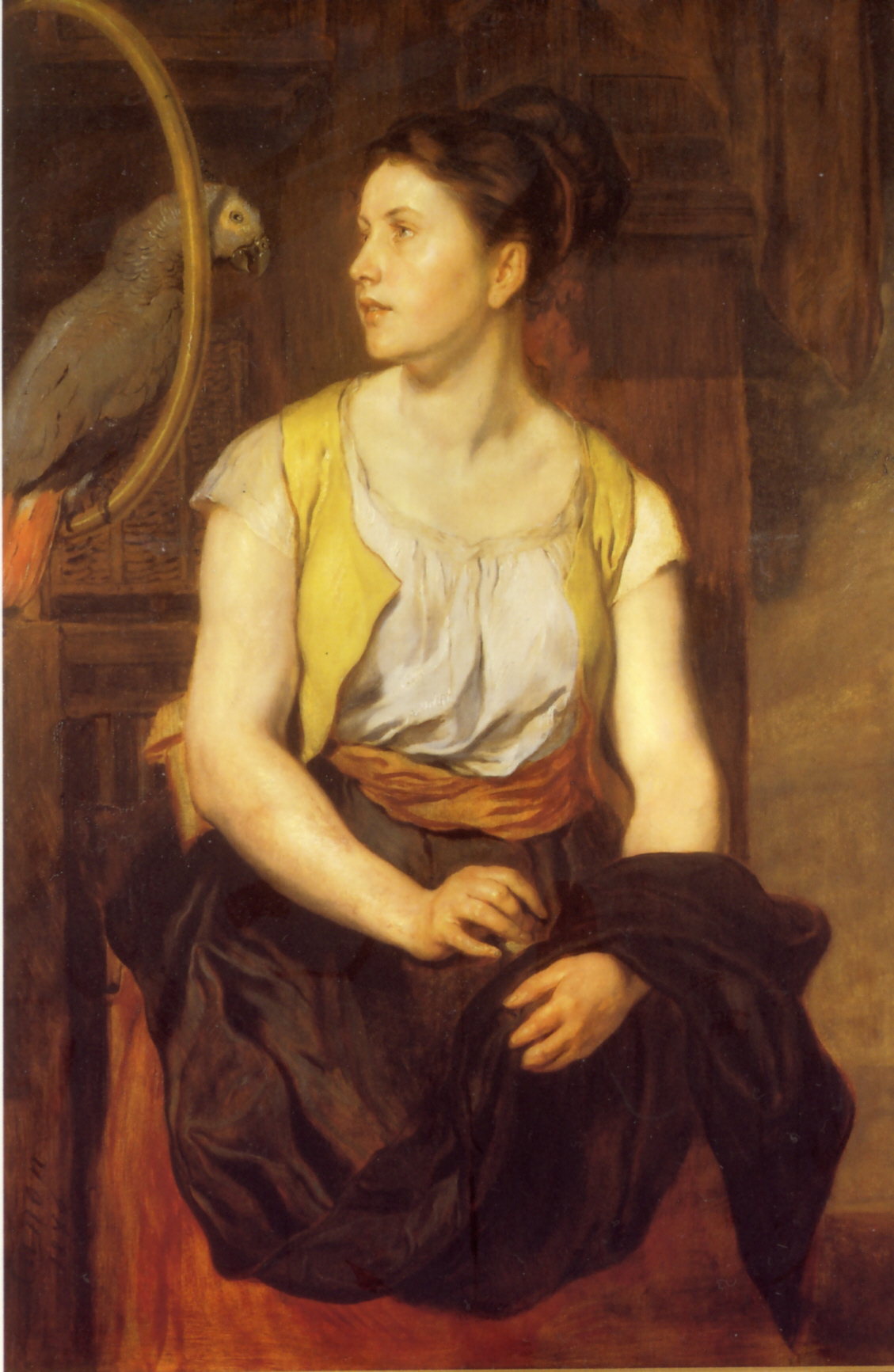
Hans Canon: Lány papagájjal, 1876 (Bécs, Österreichische Galerie)

Hans Canon (eredeti neve Johann Strašiřipka) (Bécs, 1829. március 15. – Bécs, 1885. szeptember 12.) osztrák festő.

## Életpályája
Ismeretessé vált 1858-ban kiállított nagy festményével, amely halászleányt ábrázolt. Olaszországban, Franciaországban, Angliában és Keleten tett tanulmányútja után 1860 és 1869 között Karlsruhéban élt, majd Stuttgartban és Bécsben tartózkodott. Történelmi és életképei, valamint dekoratív festményei közül a legjelentősebbek: Cromwell I. Károly holtteste előtt, falfestmények a karlsruhei nagyhercegi vívóteremben, Afrikai oroszlánvadászat, Flamingóvadászat, A fegyverkereskedő, Földi boldogság, A modern Diogenés, Halvásár, A bajadér. Igazi jelentősége azonban arcképeiben rejlik, amelyeken nem annyira eredetiség, mint inkább Rubens, van Dyck és Tizián szorgalmas tanulmányozása és utánzása, előkelő felfogás és rendkívüli technikai ügyesség látszik meg. Az osztrák arisztokrácia kedvelt festője volt.
Tanítványai között volt Koppay József Árpád Ausztriában élő és alkotó magyar festő is.

## Művei
- Die Loge Johannis (Wien, Österreichische Galerie), 1873, Öl auf Leinwand, 320 x 208 cm
- Mädchen mit Papagei - Die Gattin des Künstlers (Wien, Österreichische Galerie), 1876, Öl auf Leinwand, 126 x 84,6 cm
- Sitzende Venus im Pelzmantel (Wien, Leopold Museum, Inv. Nr. 2018), 1880, Öl auf Leinwand, 118,3 x 82,5 cm
- 4 Lünettenbilder in der Universität Wien
- 12 Lünettenbilder, die Einzelgebiete der Naturwissenschaften darstellend, im Naturhistorischen Museum, Wien
- Kreislauf des Lebens (Wien, Naturhistorisches Museum), 1884-85, Deckengemälde

## Külső hivatkozások
- AEIOU